# 川越淳
川越 淳（かわごえ じゅん、1957年12月24日 - ）は、日本の男性アニメーター、アニメーション演出家、アニメーション監督。千葉県出身。

## 来歴・人物
中学生のころから8mmフィルムによる自主制作映画を作っており、『仮面ライダー』の影響を受けてアクション作品も制作していた。
高校生の時はATGをはじめとする様々な映画を見ていた。
19歳の時にアニメーターとなる。
初めての劇場版『それいけ!アンパンマン』の監督作品である『それいけ!アンパンマン だだんだんとふたごの星』（2009年）では、ロボットアニメに由来するぎらついた画面演出を多用していたことで、原作者のやなせたかしから強く意見されたと、川越は2016年の「アニメイトタイムズ」とのインタビューの中で振り返っており、本来のターゲットである幼い子どもたちが怖がってしまったことから、表現方法を誤ったと話している。一方、翌年（2010年）の併映作品『それいけ!アンパンマン はしれ!わくわくアンパンマングランプリ』では、やなせから明るく楽しい作風を褒められたと川越は前述のインタビューの中で振り返っている。

## 参加作品

### テレビアニメ
| 放送年                         | タイトル                               | 役職                                                                                       |
| ------------------------------ | -------------------------------------- | ------------------------------------------------------------------------------------------ |
| 1977                           | アローエンブレム グランプリの鷹        | 第8話：作画                                                                                |
| 1979                           | 銀河鉄道999                            | 作画                                                                                       |
| 1981                           | 新竹取物語 1000年女王                  | 第9、16、25話：作画                                                                        |
| 1988 - 2001 2005 - 2006 2008 - | それいけ！アンパンマン                 | 絵コンテ、演出、作画監督、原画、オープニング・エンディングアニメーション、キャラクター設定 |
| 1991                           | ルパン三世 ナポレオンの辞書を奪え      | 絵コンテ                                                                                   |
| 1994                           | コボちゃん                             | 第59話：絵コンテ                                                                           |
| 1996                           | ルパン三世 トワイライト☆ジェミニの秘密 | 絵コンテ                                                                                   |
| 1999 - 2000                    | モンスターファーム                     | 絵コンテ                                                                                   |
| 2000                           | ごぞんじ!月光仮面くん                  | 演出                                                                                       |
| 2000                           | 陽だまりの樹                           | 花火アニメーション                                                                         |
| 2001                           | タッチ CROSS ROAD～風のゆくえ～        | 花火CG                                                                                     |
| 2001 - 2002                    | サイボーグ009 THE CYBORG SOLDIER       | 監督、演出                                                                                 |
| 2003                           | ルパン三世 お宝返却大作戦!!            | 監督                                                                                       |
| 2004                           | トランスフォーマー スーパーリンク      | 監督、絵コンテ、演出、OP・EDアニメーション（演出）                                         |
| 2006                           | イノセント・ヴィーナス                 | 監督、絵コンテ、演出、原画                                                                 |
| 2007                           | 鋼鉄神ジーグ                           | 監督、絵コンテ、演出                                                                       |
| 2007                           | BACCANO! -バッカーノ!-                 | 演出                                                                                       |
| 2008                           | ハヤテのごとく!                        | 演出                                                                                       |
| 2008                           | ゴルゴ13                               | 絵コンテ、演出                                                                             |
| 2012                           | 戦国コレクション                       | 絵コンテ、演出、原画                                                                       |
| 2016                           | レガリア The Three Sacred Stars        | 原画                                                                                       |
| 2018                           | メガロボクス                           | 第9話：絵コンテ                                                                            |
| 2019                           | ルパン三世 グッバイ・パートナー        | 監督、絵コンテ、原画                                                                       |
| 2019 - 2020 2022-              | ドラえもん                             | 絵コンテ                                                                                   |
| 2021                           | ゲッターロボアーク                     | 監督、絵コンテ、演出                                                                       |
| 2022                           | インセクトランド                       | 監督、絵コンテ                                                                             |

### 劇場アニメ
| 公開年 | タイトル                                                    | 役職                         |
| ------ | ----------------------------------------------------------- | ---------------------------- |
| 1983   | ドラえもん のび太の海底鬼岩城                               | 原画                         |
| 1984   | 綿の国星                                                    | 原画                         |
| 1984   | ドラえもん のび太の魔界大冒険                               | 原画                         |
| 1985   | ドラえもん のび太の宇宙小戦争                               | 原画                         |
| 1985   | ペンギンズ・メモリー 幸福物語                               | 原画                         |
| 1986   | アモン・サーガ                                              | 原画                         |
| 1989   | それいけ!アンパンマン キラキラ星の涙                        | 作画監督補                   |
| 1990   | それいけ!アンパンマン ばいきんまんの逆襲                    | 絵コンテ、原画               |
| 1991   | それいけ!アンパンマン とべ! とべ! ちびごん                  | 助監督                       |
| 1992   | ちびまる子ちゃん わたしの好きな歌                           | 原画                         |
| 1992   | それいけ!アンパンマン つみき城のひみつ                      | 原画                         |
| 1993   | それいけ!アンパンマン 恐竜ノッシーの大冒険                  | 絵コンテ、助監督             |
| 1994   | それいけ!アンパンマン リリカル☆マジカルまほうの学校         | 絵コンテ、原画               |
| 1995   | それいけ!アンパンマン ゆうれい船をやっつけろ!!              | 絵コンテ、原画               |
| 1996   | ルパン三世 DEAD OR ALIVE                                    | 絵コンテ、演出               |
| 1996   | それいけ!アンパンマン 空とぶ絵本とガラスの靴                | 原画、デジタルアニメーション |
| 1998   | それいけ!アンパンマン てのひらを太陽に                      | CGI、絵コンテ                |
| 1999   | それいけ!アンパンマン 勇気の花がひらくとき                  | 原画                         |
| 2002   | エクスドライバー the Movie                                  | スーパーバイザー             |
| 2009   | それいけ!アンパンマン だだんだんとふたごの星                | 監督                         |
| 2010   | それいけ!アンパンマン はしれ!わくわくアンパンマングランプリ | 監督、レイアウト、原画       |
| 2011   | それいけ!アンパンマン すくえ! ココリンと奇跡の星            | 原画                         |
| 2012   | それいけ!アンパンマン よみがえれ バナナ島                   | 原画                         |
| 2013   | それいけ!アンパンマン とばせ! 希望のハンカチ                | 原画                         |
| 2014   | それいけ!アンパンマン りんごぼうやとみんなの願い            | 監督、原画                   |
| 2015   | それいけ!アンパンマン ミージャと魔法のランプ                | 原画                         |
| 2016   | それいけ!アンパンマン おもちゃの星のナンダとルンダ          | 監督                         |
| 2017   | それいけ!アンパンマン ブルブルの宝探し大冒険!               | 演出、原画                   |
| 2018   | それいけ!アンパンマン かがやけ!クルンといのちの星           | 原画                         |
| 2019   | それいけ!アンパンマン きらめけ!アイスの国のバニラ姫         | 演出、原画                   |
| 2021   | それいけ!アンパンマン ふわふわフワリーと雲の国              | 監督                         |
| 2022   | それいけ!アンパンマン ドロリンとバケ～るカーニバル          | 演出                         |
| 2023   | それいけ!アンパンマン ロボリィとぽかぽかプレゼント          | 原画                         |
| 2024   | それいけ!アンパンマン ばいきんまんとえほんのルルン          | 監督                         |

### OVA
| 公開年      | タイトル                                              | 役職                                                         |
| ----------- | ----------------------------------------------------- | ------------------------------------------------------------ |
| 1986        | アーバンスクウェア 琥珀の追撃                         | 原画                                                         |
| 1987        | 風と木の詩 SANCTUS -聖なるかな-                       | 原画                                                         |
| 1991        | 手天童子                                              | 監督                                                         |
| 1991        | ロードス島戦記                                        | 絵コンテ                                                     |
| 1992        | それいけ!アンパンマン えいごランドシリーズ            | 作画監督、原画                                               |
| 1997        | アイドルプロジェクト                                  | 絵コンテ                                                     |
| 1998 - 1999 | 真ゲッターロボ 世界最後の日                           | 監督、絵コンテ、演出                                         |
| 2000        | エクスドライバー                                      | 監督                                                         |
| 2000 - 2001 | 真ゲッターロボ対ネオゲッターロボ                      | 監督、絵コンテ                                               |
| 2004        | 新ゲッターロボ                                        | 監督、絵コンテ、演出、原画                                   |
| 2005        | スーパーロボット大戦ORIGINAL GENERATION THE ANIMATION | 監督、演出、絵コンテ                                         |
| 2010 - 2011 | マジンカイザーSKL                                     | 監督、絵コンテ                                               |
| 2015 - 2016 | サイボーグ009VSデビルマン                             | 監督、絵コンテ、オープニングアニメーション（絵コンテ、演出） |
| 2018        | ルパン三世 ルパンは今も燃えているか?                  | 監督、絵コンテ                                               |

### ゲーム
| 発売年 | タイトル                                       | クレジット                            |
| ------ | ---------------------------------------------- | ------------------------------------- |
| 1995   | それいけ!アンパンマン ピクニックでおべんきょう | 原画                                  |
| 1999   | ヴァルキリープロファイル                       | アニメーションスタッフ（演出）        |
| 2000   | ヘキサムーン・ガーディアンズ                   | フェイスアニメ/ストーリームービー監督 |
| 2007   | スーパーロボット大戦OG ORIGINAL GENERATIONS    | スペシャルサンクス                    |